# Luis García Sanz
Luis Javier García Sanz (sinh ngày 24 tháng 6 năm 1978), còn được biết đến với cái tên Luis García là một cựu cầu thủ bóng đá chuyên nghiệp người Tây Ban Nha trong vai trò cầu thủ chạy cánh trái. Trong sự nghiệp của mình anh đã kinh qua các câu lạc bộ như Real Valladolid, CD Tenerife, FC Barcelona, Atlético Madrid, Liverpool.
Anh gặp nhiều bất lợi như thể hình nhỏ thó, thể lực không tốt, dễ mất hút khỏi trận đấu. Luis Garcia là một cầu thủ thuộc dạng khéo léo, có tốc độ và hay kiến tạo những cơ hội cho đồng đội. Garcia có thể chơi được ở nhiều vị trí như tiền vệ tấn công, tiền vệ trái hoặc tiền vệ phải và cũng có khi với vai trò của một tiền đạo.

## Trong màu áo của Liverpool
Trong trận đầu tiên anh thi đấu trong màu áo đỏ của Liverpool và khoác chiếc áo số 10, đó là trận đấu gặp Bolton, anh đã có một bàn thằng vào lưới của Bolton nhưng không được công nhận, trận đấu kết thúc với tỷ số 1-0 nghiêng về Bolton.
Bàn thắng đầu tiên anh ghi cho Liverpool là trong trận gặp West Bromwich Albion tại Anfield vào tháng 9 năm 2004. Sau đó thì anh tiếp tục ghi thêm 7 bàn thắng trong mùa giải, trong đó có cả trận derby thắng đội bóng Everton vào ngày 20 tháng 3 năm 2005. Kết thúc mùa giải đầu tiên thi đấu cho Liverpool, anh đã ghi được 13 bàn thắng trên tất cả các mặt trận.
Vào năm 2005, tại đấu trường Châu Âu Luis Garcia đã ghi 5 bàn thắng ấn tượng, trong đó có 2 bàn thắng mang lại chiến thắng cho Liverpool trước Juventus trong khuôn khổ vòng tứ kết Champions League và ghi là lưới Chelsea giúp Liverpool vượt qua Chelsea trong trận bán kết và đưa Liverpool vào chung kết.
Sau đó tại trận bán kết FA Cup Garcia lại ghi bàn vào lưới Chelsea giúp Liverpool vào trận chung kết gặp West Ham
Vào ngày 10 tháng 1 năm 2007, trong trận Liverpool thua Arsenal 3-6 trong khuôn khổ Carling Cup, Luis Garcia đã gặp phải chấn thương ở đầu gối chân phải, điều đó khiến anh phải nghỉ thi đấu 6 tháng. Từ đây sự nghiệp thi đấu của anh tại Liverpool xuống dốc.